# 下兰角墓地
下兰角墓地，位于中国青海省贵德县东沟乡下兰角村，为青海省市县级文物保护单位，公布日期为1987年10月31日，类型为古墓葬。
下兰角墓地的历史年代为青铜时代。